# Araki (Insel)
Araki ist eine kleine felsige Insel in der Provinz Sanma im südpazifischen Inselstaat Vanuatu.

## Geographie
Die Insel nimmt eine Fläche von 2,5 km² ein und liegt ca. 4,8 km vor der Südküste der Insel Espiritu Santo, der größten Insel in Vanuatu. Sie bildet die Verlängerung der Landzunge von Tasmaloum im Westen. Nördlich der Insel liegt das Eiland Île Elia und viel weiter im Osten schließt sich die Insel Malo an.

## Bevölkerung
Araki hatte immer nur wenige Einwohner. Volkszählungs-Aufzeichnungen aus dem Jahr 1897 zählten 103 Inselbewohner, während 1989 112 und 1999 121 Bewohner gezählt wurden. 2009 wurden 140 Bewohner gezählt. Diese Zahl gibt jedoch nicht genau wieder, wie viele Personen permanent auf der Insel leben: aufgrund der Schwierigkeiten auf Araki den Lebensunterhalt zu erwerben, sind viele einheimische Arakians gezwungen, auf der Hauptinsel Espiritu Santo Arbeit zu suchen: zahlreiche Männer und zum Teil ganze Familien haben zumindest zeitweise einen Zweitwohnsitz auf der Hauptinsel.
Die Gemeinde der Insel ist aufgeteilt in fünf kleine Dörfer. Diese sind (von Ost nach West): Pelinta, Parili, Parili-Aru, Vinapahura und Sope. Die Dörfer gehören im Großen und Ganzen zu einzelnen Familienclans so genannten 'vapa' (etwa „Höhle“). In der Nähe von Sope befindet sich ein Gebiet, welches als Gemeinschaftsland gilt. Dieses wird als die „Mission“ bezeichnet. Dort befindet sich eine Kirche, ein Versammlungshaus, eine Cooperative, ein Hilfsstützpunkt, das Häuptlingshaus, das Pastorenhaus und das Haus des Women’s Club.

## Wirtschaft
Die meisten Einwohner leben von Subsistenzwirtschaft und vom Fischfang. Schweine und Geflügel werden gehalten. Daneben wird Kopra und Kakao angebaut und in einigen Läden werden Backwaren angeboten. Krebse, Palmendieb, Fisch und Früchte werden auf dem lokalen Markt von Luganville verkauft.

## Sprache
Die Bewohner von Araki sprechen ihre eigene Sprache, das Araki. Diese Sprache ist jedoch vom Aussterben bedroht, da die Einheimischen ihre Sprache im Kontakt mit Menschen von anderen Inseln nicht anwenden können. Es gibt nur noch 5 Muttersprachler.
Die meisten Sprecher haben sich die Sprache Tangoa (Leon Tatagoa) angeeignet oder die Pidgin-Sprache Bislama. Der Einfluss von Tangoa wird verstärkt durch Heiraten zwischen den Inseln und durch den Einfluss von Missionaren und Kirche, da Gottesdienste gewöhnlich in Bislama oder Tangoa gehalten werden und nur vereinzelt in Araki.
Das öffentliche Schulsystem ist ein weiterer Faktor für den Niedergang der Sprache. Zum einen, weil die weiterführenden Schulen offiziell nur in Französisch oder Englisch unterrichten. Zum anderen, weil die Lehrer gewöhnlich aus anderen Gegenden von Vanuatu kommen und daher Bislama sprechen. Drittens gibt es auf Araki nur einen Kindergarten und eine Grundschule, so dass die Kinder ihre Ausbildung nur auf der Hauptinsel fortsetzen können.